# Культура Северной Индии
Культура Северной Индии — официальное описание культурного наследия шести североиндийских штатов и союзных территорий: Пенджаб, Джамму и Кашмир, Ладакх, Чандигарх, Харьяна, Химачал-Прадеш и Уттаракханд. Существуют и другие штаты, которые традиционно считаются частью Северной Индии, хотя и неофициально: Раджастхан, Уттар-Прадеш и Бихар. Культура Северной Индии уходит своими корнями в основном в индо-арийские традиции и обычаи с ассимиляцией других культур, а также с влиянием извне, на протяжении долгого периода истории. Культура Северной Индии отражает многообразие традиций и обычай огромного региона, который она охватывает.

## Традиционная одежда
Часть женщин Северной Индии носит сари. В Джамму и Кашмире, Харьяне и Пенджабе чаще встречаются такие наряды как феран, хагру и сальвар-камиз. Важной частью сальвар-камиза является накидка — дупатта. Само ношение дупатты — важный элемент женской скромности. Дупатту преимущественно носят, покрывая ею голову или прикрывая грудь. В каждом штате существуют свои, уникальные для него, одеяния. Например, патьяла — знаменитые женские брюки из Пенджаба, подобно этому банараси-сари из штата Уттар-Прадеш, которое считается самым красивым сари в Индии, известное золотой и серебряной парчой, тонким шёлком и богатой вышивкой. Для мужчин сельской местности повседневной одеждой является дхоти (кусок ткани, обмотанный вокруг бёдер) с куртой или рубашкой. Для последователей сикхизма, большинство которых живут в штате Пенджаб, характерной частью наряда является тюрбан, или пагди. Пагди — головной убор, представляющий собой 6-8-метровый кусок ткани, которым жена или мать обматывает голову мужа или сына. Однако в настоящее время, в городах, а также в сельской местности, очевидно западное влияние на повседневную одежду.

## Кухня
Продукты из пшеницы — основной рацион питания в Северной Индии. Обычно на стол подаются роти и чапати вместе со сабзи — тушеные овощные блюда. Вегетарианский рацион питания — норма почти для всего региона, кроме Кашмира, где популярны невегетарианские блюда с совершенно другими ароматами, вкусами и способами приготовления. Кухня Панджаба богата специями. Некоторые известные блюда из Панджаба, такие, как сарсон-да-сааг, дал-макхани, чоли (нут, подаваемый с нааном или кулчой), кадхи-пакора, блюда, приготовленные в печи тандури, ласси можно найти и в других регионах. Кухня Раджастхана известна такими блюдами, как даал-баати и чурма. В Северной Индии существует огромное разнообразие десертов, таких, как халва, имарти, гуджия, кхир, петха (особенно, агра-петха), бал-митхай (из Кумаона).

## Музыка
Хиндустанская классическая музыка или Шастрия-санджит — классическая музыка Северной Индии. Эта традиция происходит от Ведических ритуальных песнопений и развивается по сей день с XII века. Около XII века хиндустанская классическая музыка ответвилась от того, что впоследствии стали называть карнатической классической музыкой. Главная идея обеих систем — мелодический настрой или рага, исполняемая в ритмическом цикле или тале. Традиция восходит к древней Самаведе (буквально, «sāma» — ритуальное пение), которая обращена к нормам пения шрути или гимнов, таких, как Ригведа. Эти принципы были усовершенствованы Бхаратой Муни в своём труде «Натья-шастра» (II—III века) и Даттилам (возможно, III—IV века). Индийская классическая музыка имеет семь основных нот: «Са», «Ре», «Га», «Ма», «Па», «Дха», «Ни», с пятью дополнительными полунотами, что в общей сложности составляет 12. Ритмическая организация основана на ритмических рисунках, называемых таалами. Мелодические основы называются рагами. Известные представители Шастрия-санджита — Али Акбар Хан и Рави Шанкар.

## Танцы
Богатое многообразие культуры Северной Индии хорошо видно в разных народных танцах, начиная с бхангры (мужской танец) и гиддхи (женский танец) из Панджаба до катхака, от гхумара и калбелии из Раджастхана до киннаури-нати из Химачал-Прадеша, от кармы из Джаркханда до пантхи из Чхаттисгарха, от джагарса и пандва-нритьи из Уттаракханда до рауфа из Кашмира. Катхак — один из восьми классических танцевальных форм, которые признаны «Сангит натак академи». Этот танец уходит своими корнями к кочевым бардам древней Северной Индии, известным как катхаки или рассказчики. Некоторые верят, что танец развился из раса-лилы повелителя Кришны — форма, которая также развилась из народного танцевального стиля «гарба», который исполняют и в других частях региона, а также в Гуджарате. Он был существенным театральным представлением, использующим инструментальную и вокальную музыку вместе со стилизованными жестами, чтобы оживить сюжет.

## Архитектура и живопись
Десять из двадцати трёх объектов всемирного наследия ЮНЕСКО находятся в Северной Индии. Тадж-Махал сочетает в себе элементы индийской и мусульманской культур и является одним из семи новых чудес света. Храм Махабодхи в Бодх-Гая штата Бихар был построен царём Ашокой в 260 году до н. э. Храм Кхаджурахо и буддийские статуи Санчи в штате Мадхья-Прадеш также числятся в списке всемирного наследия ЮНЕСКО. Другими известными архитектурными и святыми местами являются Шри-Хармандир-Сахиб («Золотой храм») в Амритсаре штата Панджаб, урбанистическая и архитектурная работа Ле Корбюзье, храмы Дилвара в Маунт Абу штата Раджастхан.
В Северной Индии развиты разные жанры живописи, особенно миниатюрная живопись. Раджпутская живопись — стиль индийской живописи, который появился и получил наивысший расцвет в XVIII веке при королевских дворах Раджапутаны. Раджпутская живопись изображает целый ряд тем и эпических событий, такие, как Рамаяна и Махабхарата, жизнь Кришны, красивые ландшафты и людей.

## Скульптура и искусство
Одним из хорошо известных примеров скульптуры Северной Индии является «Львиная капител» Ашоки в Сарнатхе, ставшая национальной эмблемой Индии и намекающая на богатство и величие древней империи Маурьев. «Бычая капител» из Рампурвы — один из лучших образцов скульптуры, изображающей животных. Две разные школы искусств, а именно: Гандхара и Матхура, обладали высоким мастерством в области скульптуры, стукко и гончарства, а также монументальной живописи. Цари Кушанского царства, особенно Канишака, поощряли гандахарских скульпторов создавать скульптуры про жизнь Будды и события из повести Джатаки. Гандахарская школа искусств зародилась и развивалась в Северной Индии. Огромное количество изображений Будды и Бодхисаттвы было сделано художниками этой школы. Однако матхурское искусство достигло своего пика развития во времена существования государства Гуптов (325—600 годы). Фигура человека достигла наибольшего возвышенного изображения в классический период государства Гуптов, когда изображение божества задумано и показано в виде человека, достигшего сверхъестественных способностей и демонстрирующего великий духовный смысл. Скульптуры имеют отчётливые и великолепные черты, изящные и утончённые тела.

## Сообщества
Северная Индия преимущественно населена индоарийскими народами, включая разные этнические группы, такие, как брахманы, ахиры, джаты, раджпуты, гуджары, кхатри, камбоджи, баниа и далиты. Господствующими религиями в регионе являются индуизм, ислам и сикхизм. Буддизм и джайнизм, а также другие религии практикуются разными этническими сообществами. В таких штатах, как Уттаракханд, Раджастхан, Харьяна, Мадхья-Прадеш, Чхаттисгарх и Химачал-Прадеш, большинство жителей исповедуют индуизм. В Джамму и Кашмире большая часть населения исповедует ислам, в то же время штат Панджаб — единственный, где большинство населения является сикхами.